# Claude-Marie Ferrier
Claude-Marie Ferrier (* 1811 in Lyon; † 13. Juni 1889 in Paris) war ein französischer Fotograf und Inhaber einer Fotoagentur für Stereoskopien.

## Lebensweg
Claude-Marie Ferrier war der Vater des 1831 geborenen Jacques-Alexandre Ferrier, der später ebenfalls Fotograf und Geschäftspartner seines Vaters wurde. Jacques-Alexandre Ferrier starb wahrscheinlich im Jahr 1912.
Wann Claude-Marie Ferrier von seiner Geburtsstadt Lyon nach Paris umzog, ist unbekannt. In Paris arbeitete Ferrier zunächst als Angestellter bei dem Optiker und Hersteller wissenschaftlicher Instrumente Jules Duboscq (1822–1894), der eines der ersten in Serie produzierten Stereoskope konstruierte.
Bereits im Jahr 1851 hatte sich Ferrier als Fotograf in Paris etabliert. In diesem Jahr fand in London die „Great Exhibition“ („Crystal Palace Exhibition“) statt, auf der Ferrier zahlreiche Aufnahmen machte. Im darauffolgenden Jahr, also 1852, wurde „auf Anregung des britischen Königshauses“, eine Gedenk-Publikation zu diesem Ereignis herausgegeben, die zahlreiche Fotografien der Exponate enthielt. Die vierbändige Publikation erschien unter dem Titel „Exhibition of the Works of Industry of All Nations, 1851. Reports by the Juries on the Subjects in the Thirty Classes into Which the Exhibition was Divided“. Die Mehrzahl der Fotografien darin stammten von Ferrier, der Albuminglasplatten verwendete, und von dem britischen Amateur-Fotografen Hugh Owen (1808–1897), der Kalotypie-Papiernegative verwendete. Das Albuminglasplatten-Verfahren, das Ferrier 1852 anwandte, wurde ab etwa 1847 von Claude Félix Abel Niépce de Saint-Victor entwickelt, war also noch recht neu.
Claude-Marie Ferrier gilt als ein Pionier der Stereoskopie. Er konstruierte einen Projektionsapparat für Stereoskopien, wobei er auf Ideen von David Brewster (1781–1868) zurückgriff. Diesen von Ferrier gebauten Projektionsapparat kaufte später der Schausteller Alois Polanecky (1826–1911), zusammen mit einigen stereoskopischen Fotos von Ferrier, und gründete damit seinen „Glas-Stereogramm-Salon“, mit dem er als Schausteller umherzog, vor allem durch deutschsprachige Gegenden. Ferriers Stereografien hatten ein Format von 8,5 × 17 cm, das Standardformat für räumlich wirkende Ansichten auf Papier, auf Glas oder als Daguerreotypie. Diese Maße wurden durch die ersten Stereobetrachtungsapparate vorgegeben, vor allem durch das Stereoskop von David Brewster, das sich dank seines enormen Erfolgs auf der Weltausstellung von 1851 praktisch als Branchenstandard durchsetze.
Ferrier produzierte Serien von Ansichten von Paris und der Île-de-France (1851–1853, Nr. 1–213), gefolgt von Ansichten von England, dem Loire-Tal, der Provence, der Côte d’Azur und Italien (1853–1854, Nr. 273–599). In der Zeit von 1855 bis 1857 wurden weitere Serien produziert: eine erste Schweiz-Serie (Nr. 600–690), eine zweite Italien-Serie (Nr. 700–778), Savoyen (Nr. 778–873), eine zweite Schweiz-Serie (Nr. 874–931). Ansichten von Konstantinopel (Nr. 950–1055) und Athen (Nr. 1060–1095) wurden ab dem 13. Juni 1857 zum Verkauf angeboten. Schließlich wurde das Frühwerk Ferriers in einem 1859 veröffentlichten Gesamtkatalog (Nr. 1–2399, mit großen Lücken in der Nummerierung) zusammengefasst.
Im Jahr 1856 nahm Claude-Marie Ferrier stereoskopische Fotografien in den Alpen auf; Ferriers späterer Geschäftspartner, der französische Fotograf Charles Soulier (geboren vor 1840, gestorben nach 1876) fertigte dort im Jahr 1869 weitere Stereofotos an.
1857 hielt Ferrier sich offenbar in Nizza auf und hat dort möglicherweise das fotografische Visitformat (Carte de Visite) erfunden.
Im Jahr 1859 eröffneten Claude-Marie Ferrier („Ferrier père“) gemeinsam mit seinem Sohn Jacques-Alexandre Ferrier („Ferrier fils“) und dem französischen Fotografen Charles Soulier das Fotoatelier „Ferrier père et fils & Soulier“ in Paris, das stereoskopische Glas-Dias produzierte und verkaufte. Der französische Fotograf Charles Soulier war von 1854 bis 1859 Geschäftspartner von Athanase Clouzard (1820–1903) gewesen und produzierte während dieser Zeit Glasstereographien von guter Qualität. Diese trugen häufig die Signatur „CS“, für „Clouzard-Soulier“. Soulier brachte einen umfangreichen Bestand von etwa 1200 „CS“-Negativen in die Geschäftspartnerschaft mit den Ferriers ein, darunter eine Serie über Russland, die Denkmäler und Sehenswürdigkeiten in Moskau und St. Petersburg zeigt (Nr. 5001–5191) und eine umfangreiche Serie von Ansichten, die Soulier hauptsächlich in Paris, Deutschland, Österreich, Spanien, England und Schottland aufgenommen hatte (Nr. 6001–6997). Diese „CS“-Ansichten wurden in den Gesamtkatalog „Ferrier père, fils et Soulier“ von 1864 aufgenommen, der dadurch mehr als doppelt so umfangreich wurde wie der Vorgänger-Katalog von 1859. Im Jahr 1864 enthielt ihr Warenkatalog eine große Auswahl von Ansichten von Frankreich, insbesondere von Paris, aber auch aus anderen Ländern, darunter Norwegen, Russland und Japan.
Die Firma Ferrier & Soulier vermarktete nicht nur die selbst aufgenommenen Fotos, sondern kaufte auch Negative anderer Fotografen, zum Beispiel von dem englischen Fotografen Francis Frith (1822–1898) Aufnahmen aus Ägypten (insbes. aus Nubien) und von dem französischen Fotografen Jules Couppier (1823?–1860) Aufnahmen aus Moskau und St. Petersburg. Ferrier begann in den späten 1850er Jahren mit der Herstellung von Stereodias des Heiligen Landes nach Aufnahmen von Frank Mason Good, Francis Frith und anderen.
Ferrier hatte nicht nur Landschaftsaufnahmen und Architekturfotos in seinem Sortiment, sondern auch Szenen mit Nachrichtenwert. So fotografierte er die Folgen der großen Loire-Überschwemmung des Jahres 1856.
Das Atelier Ferrier bot auch Stereo-Fotos aus dem Sardinischen Krieg (zweiter Italienischer Unabhängigkeitskrieg) an, der vom 17. April bis zum 12. Juli 1859 zwischen Österreich und Frankreich ausgefochten wurde, (Katalog: „Excursion sur le théâtre de la guerre d'Italie, photographiée pour l'usage du stéréoscope“). Dabei ist nicht gesichert, ob Claude-Marie oder sein Sohn Jacques-Alexandre Ferrier die Aufnahmen anfertigte, oder möglicherweise der französische Fotograf Jules Couppier, dessen Nachlass das Atelier Ferrier & Soulier übernahm. Anders als Roger Fentons (1819–1869) Fotografien aus dem Krimkrieg (1853 bis 1856) zeigten die Aufnahmen des Ateliers Ferrier aus dem Sardinischen Krieg auch grausigen Ansichten, zum Beispiel Leichen oder Berge amputierter Gliedmaßen.
Im Jahr 1861 bereiste Claude-Marie Ferrier Spanien und brachte Aufnahmen von dort mit. Das Sortiment seiner Bildagentur umfasst auch Aufnahmen verschiedener Orte und Sehenswürdigkeiten in den USA, darunter etwa die Niagarafälle usw.; ferner Kalifornien-Ansichten von John James Reilly (1838–1894), einige davon auf Glas.
Was die Glasstereographie von anderen Arten von Stereobildern – Papier-, Textilgewebe- und Daguerreotypie-Stereogrammen – unterschied, war das Albumen-auf-Glas-Verfahren, das brillante, sehr scharfe, äußerst kontrastreiche und transparente Bilder ermöglichte. Bei Durchlicht-Beleuchtung betrachtet, war es dem Papier-Stereogramm, das – wie die Stereo-Daguerreotypie – nur im Auflicht betrachtet werden konnte, weit überlegen. Ferriers und Souliers Stereografien wurden allgemein als die besten angesehen. Sie erzeugten einen Eindruck von Räumlichkeit und Tiefe, der viele Betrachter verblüffte. Dank seiner hervorragenden Glasstereographien florierte das Unternehmen.
Die Firma „Ferrier pere, fils et Soulier“ bestand gleichwohl nicht lange. 1864 verkauften die beiden Ferriers und Charles Soulier sie an zwei ihrer Angestellten, Moisé Léon und Isaac Georges Lévy (?-vor 1895), die als Léon & Lévy firmierten. Léon verschwand 1872 aus der Firma, die daraufhin den neuen Namen „J. Lévy & Cie.“ bekam. Isaac Georges Lévy und später seine Söhne leiteten das Unternehmen, bis es 1920 mit Neurdein fusionierte.
Über das Leben Claude-Marie Ferriers nach dem Verkauf seiner Agentur an Léon & Lévy, also über die 25 Jahre von 1864 bis zu seinem Tod 1889, ist wenig bekannt. Es scheint, dass er weiter im fotografischen Gewerbe tätig war. So sind beispielsweise Fotos vom Aufstand der Pariser Kommune vom 18. bis zum 28. März 1871 unter Ferriers Namen erschienen.
Claude-Marie Ferrier starb am 13. Juni 1889 in Paris.
Bestände des von Claude-Marie Ferrier begründeten Fotounternehmen befinden sich heute im Besitz der Agentur Roger-Viollet, die im Oktober 1938 von der französischen Fotografin Hélène Roger-Viollet und ihrem Ehemann, dem deutschstämmigen Fotografen Jean Fischer, als „Documentation Photographique Générale Roger-Viollet“ in Paris in der Rue de Seine 6 gegründet wurde.
Schon zu Ferriers Lebzeiten wurden seine Stereoskopien auch von anderen Fotoverlagen bzw. Bildagenturen vertrieben, so zum Beispiel in den 1860er Jahren von Negretti & Zambra.

## Bedeutung des Fotoateliers Ferrier
Claude-Marie Ferrier gilt als ein Pionier der Stereoskopie. Die frühesten stereoskopischen Fotografien von Paris stammen von Claude-Marie Ferrier.
Der Betreiber der Kaiser-Panoramen, August Fuhrmann, bezog anfangs einen großen Teil der von ihm gezeigten Stereoskopien von Ferrier und Sulier.
Der Betreiber des „Glas-Stereogramm-Salons“, der Schausteller Alois Polanecky, bezog sein Stereoskop und seine Erstausstattung mit Stereoskopien von Claude-Marie Ferrier.
Ferrier gilt – neben Hugh Welch Diamond (1809–1886), Édouard Delessert (1828–1898), Graf Aguado, André Adolphe-Eugène Disdéri (1819–1889) und anderen – als einer der möglichen Erfinder von Porträtfotos im Visitenkartenformat (carte de visite, meist ein 5,7 × 9 cm großes Foto auf einem 6,3 × 10,2 cm großen Karton).
Jacques-Alexandre Ferrier (1831–ca. 1912) ließ sich im September 1857 eine Methode patentieren, mit der man die lichtempfindliche Schicht eines Fotos von seinem Trägermaterial, etwa Glas oder Papier, ablösen kann. Ferriers Methode bestand darin, eine Substanz wie Gelatine oder Guttapercha (ein kautschukähnlicher Stoff) mit Kollodium zu überziehen, das mit halogenisiertem Silberalbumin beschichtet und dadurch lichtempfindlich gemacht wurde. Zu Erleichterung des Belichtens und Entwickelns wurde der gewässerte und getrocknete Film auf eine Glasplatte gebracht. Über das Negativ wurde dann eine Gelatinelösung gegossen. Sobald das Ganze trocken war, löste man die drei oberen Schichten von der Gelatine- oder Guttapercha-Schicht ab, die auf der Platte blieb. Das Albuminbild lag zwischen der Kollodium- und der Gelatine-Schicht. Ziel war vor allem das Einsparen des Gewichts der Glasplatten; der abgelöste Film konnte platz- und gewichtsparend sowie bruchsicher verwahrt und die Glasplatte erneut verwendet werden. Das Ablösen von Kollodiumpositiven wurde in der Photokeramik sowie in der Brieftaubenpost während der Belagerung von Paris (1870–1871) angewandt.

## Veröffentlichungen
- Claude-Marie Ferrier, Jacques Alexandre Ferrier, Catalogue général des épreuves stéréoscopiques de Ferrier, photographe, 8, rue Coquillière, Paris : impr. de Bénard, 1857, 64 Seiten.
- Claude-Marie Ferrier, Jacques Alexandre Ferrier, Charles Soulier, Catalogue général des épreuves stéréoscopiques sur verre, de Ferrier père, fils et Soulier,..., Paris : impr. de H. Plon, 1864, 160 Seiten
- Claude-Marie Ferrier, Jacques Alexandre Ferrier, Charles Soulier, Catalogue général des épreuves stéréoscopiques sur verre et lanternes magiques de Ferrier père, fils et Soulier... MM. Léon et J. Lévy,..., Paris, 1870, 221 Seiten
- Claude-Marie Ferrier, Jacques Alexandre Ferrier, Charles Soulier, Catalogue général des épreuves stéréoscopiques sur verre et lanternes magiques, de MM. Ferrier père, fils et Soulier... MM. Léon et J. Lévy,..., Paris : impr. de H. Plon, 1870, 223 Seiten.
- Claude-Marie Ferrier, Jacques Alexandre Ferrier, Nouvelles vues d'Italie photographiées par Ferrier, 8, rue Coquillière, Paris : impr. de P. Dupont, 1859, 8 Seiten
- Excursion sur le théâtre de la guerre d'Italie, photographiée pour l'usage du stéréoscope / par Ferrier père, fils et Soulier, 99, Boulevard de Sébastopol, Paris, 1860, https://gallica.bnf.fr/ark:/12148/bpt6k6370946z.texteImage